# Таверн
Таверн (нем. Tawern) — община в Германии, в земле Рейнланд-Пфальц.
Входит в состав района Трир-Саарбург. Подчиняется управлению Конц. Население составляет 2577 человек (на 31 декабря 2010 года). Занимает площадь 10,08 км².